# Diócesis de Berhampur
La diócesis de Berhampur (en latín: Dioecesis Berhampurensis y en inglés: Roman Catholic Diocese of Berhampur) es una circunscripción eclesiástica de la Iglesia católica en India. Se trata de una diócesis latina, sufragánea de la arquidiócesis de Cuttack-Bhubaneshwar. Desde el 27 de noviembre de 2006 su obispo es Sarat Chandra Nayak.

## Territorio y organización
La diócesis tiene 12 531 km² y extiende su jurisdicción sobre los fieles católicos de rito latino residentes en el estado de Odisha en los distritos de Ganjam y de Gajapati.
La sede de la diócesis se encuentra en la ciudad de Berhampur (o Brahmapur), en donde se halla la Catedral de María Reina de las Misiones.
En 2020 en la diócesis existían 26 parroquias.

## Historia
La diócesis fue erigida el 24 de enero de 1974 con la bula Verba Iesu Christi del papa Pablo VI, obteniendo el territorio de la diócesis de Cuttack, a la vez elevada al rango de sede metropolitana con el nombre de Cuttack-Bhubaneshwar, y de la diócesis de Visakhapatnam (hoy arquidiócesis de Visakhapatnam).
El 11 de abril de 2016 cedió una porción de su territorio para la erección de la diócesis de Rayagada mediante la bula Cum ad aeternam del papa Francisco.

## Estadísticas
Según el Anuario Pontificio 2021 la diócesis tenía a fines de 2020 un total de 69 765 fieles bautizados.
| Año                                                                             | Población            | Población | Población      | Sacerdotes | Sacerdotes    | Sacerdotes    | Bautizados por sacerdote | Diáconos permanentes | Religiosos | Religiosos | Parroquias |
| Año                                                                             | Bautizados católicos | Total     | % de católicos | Total      | Clero secular | Clero regular | Bautizados por sacerdote | Diáconos permanentes | Varones    | Mujeres    | Parroquias |
| ------------------------------------------------------------------------------- | -------------------- | --------- | -------------- | ---------- | ------------- | ------------- | ------------------------ | -------------------- | ---------- | ---------- | ---------- |
| 1980                                                                            | 30 009               | 6 098 000 | 0.5            | 41         | 4             | 37            | 731                      |                      | 57         | 80         | 20         |
| 1990                                                                            | 41 877               | 6 667 122 | 0.6            | 51         | 13            | 38            | 821                      |                      | 65         | 153        | 22         |
| 1999                                                                            | 86 400               | 7 735 007 | 1.1            | 98         | 47            | 51            | 881                      |                      | 74         | 165        | 68         |
| 2000                                                                            | 86 474               | 7 835 007 | 1.1            | 92         | 45            | 47            | 939                      |                      | 77         | 176        | 86         |
| 2001                                                                            | 86 474               | 7 835 007 | 1.1            | 99         | 52            | 47            | 873                      |                      | 77         | 176        | 86         |
| 2002                                                                            | 91 390               | 7 835 007 | 1.2            | 107        | 56            | 51            | 854                      |                      | 83         | 176        | 46         |
| 2003                                                                            | 98 500               | 7 751 300 | 1.3            | 112        | 58            | 54            | 879                      |                      | 82         | 183        | 45         |
| 2004                                                                            | 100 800              | 7 751 300 | 1.3            | 116        | 61            | 55            | 868                      |                      | 83         | 185        | 47         |
| 2006                                                                            | 107 378              | 8 374 006 | 1.3            | 126        | 68            | 58            | 852                      |                      | 77         | 190        | 49         |
| 2012                                                                            | 125 241              | 9 161 000 | 1.4            | 132        | 66            | 66            | 948                      |                      | 141        | 233        | 43         |
| 2015                                                                            | 130 524              | 9 708 828 | 1.3            | 126        | 65            | 61            | 1035                     |                      | 127        | 268        | 46         |
| 2016                                                                            | 69 308               | 3 679 472 | 1.8            | 88         | 42            | 46            | 787                      |                      | 52         | 109        | 23         |
| 2018                                                                            | 71 549               | 4 443 342 | 1.6            | 89         | 37            | 52            | 803                      |                      | 102        | 183        | 25         |
| 2020                                                                            | 69 765               | 4 553 421 | 1.5            | 96         | 41            | 55            | 726                      |                      | 96         | 189        | 26         |
| Fuente: Catholic-Hierarchy, que a su vez toma los datos del Anuario Pontificio. |                      |           |                |            |               |               |                          |                      |            |            |            |

## Episcopologio
- Thomas Thiruthalil, C.M. (24 de enero de 1974-18 de diciembre de 1989 nombrado obispo de Balasore)
  - Sede vacante (1989-1993)
- Joseph Das † (3 de mayo de 1993-27 de noviembre de 2006 retirado)
- Sarat Chandra Nayak, desde el 27 de noviembre de 2006